# 1914 год в науке
В 1914 году были различные научные и технологические события, некоторые из которых представлены ниже.

## Достижения человечества

### Открытия
- Полярные экспедиции Брусилова и Седова.
- Эйнштейн получил свои уравнения Общей теории относительности.
- Показано, что сверхпроводимое состояние вещества разрушается сильными магнитными полями.
- Открыт спутник Юпитера Синопе.
- В. Г. Фесенков публикует теоретические исследования зодиакального света[1].
- Впервые получен чёрный фосфор.
- А. Е. Арбузов открывает эфиры фосфиновых кислот и тем самым — новое направление в химии органических соединений фосфора[2].

### Изобретения
Выдан первый патент на бюстгальтер (№ 1115674) под названием Backless Brassiere, в дальнейшем превратившееся в бизнес-псевдоним автора — Caresse. Патент США был подан в феврале, а выдан 3 ноября 1914 года американке Мэри Фелпс-Джекоб (Mary Phelps-Jacob).

## Награды
- Ломоносовская премия[3]:53-108
  - Е. В. Бирон за труд «Сжатие при смешении нормальных жидкостей», посвящённый вопросу природы концентрированных растворов неэлектролитов[4] и Н. Н. Яковлев за труд «Фауна верхней части палеозойских отложений в Донецком бассейне»[5].
- Нобелевская премия
  - Физика — Макс фон Лауэ — «За открытие дифракции рентгеновских лучей на кристаллах».
  - Химия — Теодор Уильям Ричардс (присуждена в 1915 году) — «За точное определение атомных масс большого числа химических элементов».
  - Физиология и медицина — Роберт Барани (присуждена в 1915 году) — «За работы по физиологии и патологии вестибулярного аппарата».

## Родились
- 5 февраля — Алан Ходжкин, английский нейрофизиолог и биофизик, лауреат Нобелевской премии по физиологии и медицине за 1963 год (умер в 1998).
- 14 февраля — Виктор Жданов, российский и советский вирусолог, предложивший Программу глобальной ликвидации оспы (умер в 1987).
- 8 марта — Яков Зельдович, российский и советский физик и физико-химик, Трижды Герой Социалистического Труда (умер в 1987).
- 14 мая — Штефан Паску, румынский историк, действительный член Румынской академии (умер в 1998).
- 23 мая — Константин Бушуев, российский и советский учёный в области ракетно-космической техники, дважды лауреат Государственной премии СССР (умер в 1978).
- 30 июня — Владимир Челомей, российский и советский учёный в области механики и процессов управления, академик АН СССР, Дважды Герой Социалистического Труда (умер в 1984).
- 6 октября — Тур Хейердал, норвежский учёный-антрополог и путешественник (умер в 2002).